# Marie Lebour
Marie Victoire Lebour (20 d'agost de 1876 - 2 d'octubre de 1971) va ser una biòloga marina anglesa coneguda pel seu estudi dels cicles de vida de diversos animals marins. Va publicar més de 175 treballs durant la seva llarga carrera.

## Primers anys i educació
Marie Lebour, filla d'Emily i George Labour, va néixer a Woodburn, Northumberland, el 20 d'agost de 1876. El seu avi era cirurgià el seu pare, professor de geologia; Marie l'acompanyava regularment en les expedicions recollint espècimens per a les seves pròpies col·leccions i sempre tingué la curiositat científica amb què havia estat educada a casa. Va assistir a l'Armstrong College i va estudiar art. Posteriorment va estudiar a la Universitat de Durham, on es va graduar en zoologia: amb el grau d'associada el 1903, la diplomatura el 1904, la llicenciatura el 1907, i el doctorat el 1917.

## Trajectòria i recerca
En 1900, abans de començar la seva educació científica, Lebour va iniciar la recerca sobre mol·luscs terrestres i d'aigua dolça a Northumberland. Mentre estudiava la llicenciatura, Lebour va formar part del personal de la Universitat de Durham. De 1906 a 1909 va ser ajudant de laboratori en el Departament de Zoologia de la Universitat de Leeds; de 1909 a 1915 també va ser-ne professora adjunta. La carrera de recerca de Lebour va ser realitzada íntegrament en el Laboratori de l'Associació de Biologia Marina a Plymouth, on va ingressar com a empleada el 1915. Va fomar part del personal fins al 1946, i posteriorment va ser-ne personal honorari fins al 1964, quan ja no va poder seguir investigant per motius de salut.
El seu principal interès en recerca va ser l'etapa larval dels trematodes (un tipus de paràsit en mol·luscs) i els mol·luscs mateixos. Va publicar més de 100 treballs en aquest àmbit durant la seva carrera. També va treballar amb microplancton, i va descobrir almenys 28 noves espècies, que va catalogar en dos llibres. Després de publicar aquests llibres, Lebour va fer servir el pot d'èmbol, acabat d'inventar, per estudiar més bé les etapes d'ou i larva dels eufausiàcis a l'Atlàntic Nord, Antàrtida i Bermudes, aconseguint condicions de laboratori quan altres projectes similars fracassaven. També va publicar el seu treball sobre els ous i les larves d'amploies, arengs i sardines. Així mateix va investigar a l'Àfrica Occidental.
Els estudis artístics que havia fet Lebour de jove a l'Armstrong College li van ser útils en les seves observacions. Il·lustrava constantment les troballes de camp i les seves aquarel·les i il·lustracions s'incorporaven a les publicacions de recerca.
Es va jubilar el 1946 a l'edat de 70 anys, però va continuar la seva tasca de laboratori i va publicar fins a l'edat de 88 anys, quan els seus problemes de visió ja li van impedir treballar amb el microscopi. Va morir el 2 d'octubre de 1971 amb 95 anys. Moltes de les publicacions de Lebour continuen essent utilitzades en recerca al segle XXI.

## Honors i llegat
Va ser membre de moltes associacions professionals. Així, fou sòcia de la Societat Linneana, de la Societat Zoològica de Londres, i membre de l'Associació de Biologia Marina del Regne Unit.